# موريس لوسون
موريس لوسون (28 فبراير 1885 في المملكة المتحدة - 8 أغسطس 1961 في المملكة المتحدة)  (بالإنجليزية: Maurice Lawson)‏ هو لاعب كريكت بريطاني (وحمل سابقاً جنسية المملكة المتحدة لبريطانيا العظمى وأيرلندا). لعب مع نادي مقاطعة هامبشاير للكريكت ‏.

## وصلات خارجية
- موريس لوسون على موقع إي آس بي آن كريك إنفو (الإنجليزية)